# 日本ベンチャー協議会
日本ベンチャー協議会（にほんベンチャーきょうぎかい、英：Japan Venture Conference.）は、かつて存在していたベンチャー企業への支援を目的とした任意団体。異業種交流会。

## 組織概要
2000年に日商インターライフの創業者である天井次夫らが立ち上げたベンチャー企業への支援を目的とした任意団体。会員数はピーク時には楽天やサイバーエージェントなど328社に達した。2006年に起きたライブドア・ショックによりベンチャー企業への風当たりが強くなり、新規上場数も大幅に減少したことなどから2008年に解散。

## 沿革
- 2000年5月 - 設立総会（会員数39社）
- 2001年5月 - 事務局を東京都中央区銀座に設置
- 2002年7月 - 日中ベンチャービジネス・フォーラム開催
- 2003年7月 - 日韓ベンチャー経済人フォーラム開催
- 2004年8月 - マイクロソフト米国本社視察ツアー、ビル・ゲイツ会長と意見交換
- 2005年7月 - 香港・マカオ視察旅行開催
- 2005年12月 - ベンチャー就職コロシアム2006開催（参加企業38社）
- 2006年4月 - ベンチャーフォーラムin京都大学開催
- 2006年12月 - ベンチャー就職コロシアム2007開催（参加企業32社）
- 2007年5月 - ベンチャーフォーラムin北京外国語大学開催

## 役員企業
- ドンキホーテホールディングス
- フルキャストホールディングス
- 楽天
- USEN
- テイクアンドギヴ・ニーズ
- エン・ジャパン
- まぐクリック
- 鉄人化計画
- サイバード
- サイバーエージェント
- ベネフィット・ワン
- レックス・ホールディングス
- パソナテック
- エフアンドエム
- ドリコム
- 日本駐車場開発
- ベルーナ
- ネットプライス
- エリアクエスト
- 光通信
- セントラルサービスシステム
- 日商インターライフ
- ユーラシア旅行社

## 会員企業

### ア行
- アーバネットコーポレーション
- アイケイ
- 亜細亜証券印刷
- アジアパシフィックシステム総研
- アスコット
- アドバンスクリエイト
- アトラス
- インデックス
- エイブルコーポレーション
- SBSホールディングス
- エフアンドエム
- エリアリンク
- エン・ジャパン
- オレガ

### カ行
- カイト
- カメラのキタムラ
- Klab
- クリード
- ケイブ
- コンサルティングファーム

### サ行
- サイバーエージェント
- サイバード
- さくらインターネット
- ザッパラス
- サミー
- サンプラザ
- サンユー
- ジャパンベストレスキューシステム
- ジョイント・コーポレーション
- 新日本監査法人
- 新日本建物
- Zプラス
- セルシス
- センチュリー21
- セントラルサービスシステム

### タ行
- タカショー
- 翼システム
- ティーネット
- テイクアンドギヴ・ニーズ
- テー・オー・ダブリュー
- 鉄人化計画
- 東栄住宅
- トーセイ
- ドン・キホーテ

### ナ行
- 日本駐車場開発
- ネオキャリア
- 乃村工藝社

### ハ行
- パナソニック
- 光通信
- プラザクリエイト
- プロネクサス
- ベネフィット・ワン
- ベルーナ
- ポリゴンマジック

### マ行
- まぐクリック
- メンバーズ
- モック

### ヤ行
- 焼肉屋さかい
- 安田企業投資
- ユーラシア旅行社

### ラ行
- ライブドア
- 楽天